# Benito Juárez (Mexico)
Pour les articles homonymes, voir Benito Juárez (homonymie).
Benito Juárez est l'une des seize divisions territoriales (demarcaciones territoriales) de Mexico au Mexique. Son siège est Santa Cruz Atoyac.

## Géographie

### Situation
La division Benito Juárez s'étend sur 26,63 km2 dans le centre de la ville. Elle est limitrophe des divisions Miguel Hidalgo au nord-est, Cuauhtémoc au nord, Iztacalco et Iztapalapa à l'est, Coyoacán au sud et Álvaro Obregón à l'ouest.

## Dénomination
Le 30 décembre 1972, la délégation reçoit le nom de Benito Juárez, homme politique et président du Mexique.